# Pamina de Coulon
Pamina de Coulon est une autrice-performeuse suisse, née à Châtel-Saint-Denis le 23 avril 1987.

## Biographie
Née à Châtel-Saint-Denis le 23 avril 1987, Pamina de Coulon grandit à Montreux. Graziella de Coulon, sa mère, est militante à Lausanne depuis les années 90 et se bat sur les fronts de la migration et de l’intégration. Nicolas de Coulon, son père, est psychiatre et psychanalyste. Spécialiste de l’intervention de crise, il a dirigé l’hôpital de Nant.
En 2007, Pamina de Coulon entre à la Haute École d'Art et de Design, à Genève, sous l’enseignement notamment de Yan Duyvendak, Christophe Kihm, Josep-Maria Martín, ou encore Lina Saneh,.
En 2011, Pamina de Coulon entre à l'L en résidence à Bruxelles et rencontre Sylvia Courty, sa collaboratrice. Antoine Defoort se propose d’être le parrain de Pamina de Coulon[réf. nécessaire].

## Œuvre
En février 2012, Pamina de Coulon présente, dans le cadre du VRAK N°3, une étape de Si j’apprends à pêcher, je mangerai toute ma vie. Ce seul en scène sera alors créé et la première sera présentée en octobre 2012, au festival actOral à Marseille. En janvier 2014, Pamina de Coulon entame une seconde recherche à L’L, fire of emotions. Celle-ci aboutira à trois créations: Fire of emotions: genesis, Fire of emotions: the abyss et Fire of emotions: palm park ruins. Pamina de Coulon quitte L’L en novembre 2015.
Pamina de Coulon sera également co-directrice durant trois ans du Bâtard Festival Brussels, aux côtés de Dries Douibi et Michiel Vandevelde.
Performance et storytelling font partie de ses outils pour sa pratique artistique. Lors de ses performances, elle transmet de grands monologues où l'on suit le fil de sa pensée. Pamina de Coulon use du verbe pour mener à l'action, elle nomme le pire pour garder le meilleur et parle d'elle-même pour ne pas oublier les autres.

## Créations
- 2023 : Niagara 3000[9] joué à Avignon[10], 4e de sa série Fire of Emotions[11]
- Palm park Ruins
- The Abyss[12]
- 2015 : Genesis[13] 1er épisode de la série Fire of Emotions[14]
- 2017 : Fire on water - ça flotte ou ça coule ?. Conception et interprétation : Pamina de Coulon. Performance présentée dans le cadre du festival far° de Nyon[15].